# Кек-Арт
Кек-Арт (кирг. Көк-Арт) — село в Кара-Кульджинском районе Ошской области Кыргызстана. Административный центр Алайкууского айылного аймака.

## География
Село расположено в северо-восточной части области, в высокогорной зоне, на берегах реки Эшигарт, вблизи места впадения её в реку Алайку, на расстоянии приблизительно 76 километров (по прямой) к юго-востоку от села Кара-Кульджа, административного центра района. Абсолютная высота — 2395 метров над уровнем моря.

## Население
Согласно оценочным данным Национального статистического комитета Кыргызской Республики, численность населения села на начало 2023 года составляла 2895 человек.
| год     | 2009 | 2014 | 2015 | 2020 | 2021 | 2023 |
| ------- | ---- | ---- | ---- | ---- | ---- | ---- |
| человек | 3673 | 3133 | 3177 | 2860 | 2872 | 2895 |